# Кукуй (Ленинградская область)
Кукуй — деревня в Будогощском городском поселении Киришского района Ленинградской области.

## История
Согласно переписи 1710 года деревня Кукуй состоящая из 5 крестьянских дворов упоминается в Никольском Пчевском погосте Заонежской половины Обонежской пятины
Деревня Кокуй обозначена на специальной карте западной части России Ф. Ф. Шуберта 1844 года.

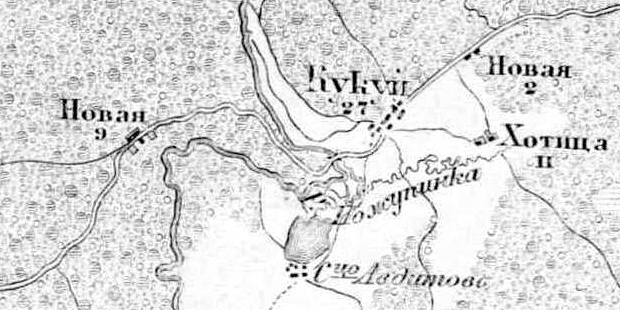
Деревня Кукуй на карте 1872 года

Согласно карте Ф. Ф. Шуберта 1872 года деревня называлась Кукуй и насчитывала 27 крестьянских дворов.
Сборник Центрального статистического комитета описывал её так:

КУКУЙ — деревня бывшая владельческая при реке Пчёвже, дворов — 45, жителей — 230; Часовня, три лавки, постоялый двор. (1885 год)

В конце XIX века деревня административно относилась к Васильковской волости 1-го стана, в начале XX века — Васильковской волости 4-го стана 3-го земского участка Тихвинского уезда Новгородской губернии.

КУКУЙ — деревня Кукуйского сельского общества, дворов — 48, жилых домов — 45, число жителей: 194 м. п., 209 ж. п. 

Занятия жителей — земледелие, лесные заработки. Река Пчёвжа. Земская школа, волостное правление, 2 лавки, пивная, почтовое отделение. (1910 год)

Согласно карте Петроградской и Новгородской губерний 1915 года деревня Кукуй насчитывала 27 дворов.
С 1917 по 1918 год деревня Кукуй входила в состав Васильковской волости Тихвинского уезда Новгородской губернии.
С 1918 года в составе Череповецкой губернии.
С 1927 года в составе Кукуйского сельсовета Будогощенского района.
С 1932 года в составе Киришского района.

Деревня Кукуй на карте 1932 года

Согласно карте Ленинградской области Северо-западного аэрогеодезического треста ГГУ издания 1932 года деревня насчитывала 47 крестьянских дворов. В деревне находилась почтово-телеграфная контора.
По данным 1933 года деревня Кукуй являлась административным центром Кукуйского сельсовета Киришского района, в который входили 8 населённых пунктов: деревни Авдетово, Карнач, Кукуй, Новая, Новоселье, Отрада, Солоницы, Хотицы, общей численностью населения 1240 человек
По данным 1936 года в состав Кукуйского сельсовета входили 8 населённых пунктов, 231 хозяйство и 7 колхозов.
В 1939 году население деревни Кукуй составляло 518 человек. Согласно переписи населения СССР 1939 года в деревне Кукуй проживали 217 мужчин и 274 женщины, всего 491 человек. Ещё 23 человека переехали в деревню с выселка Варнач и 6 человек с выселка Ключи Счастья. Всего 518 жителей.
С 1963 года в составе Волховского района.
С 1965 года вновь в составе Киришского района. В 1965 году население деревни Кукуй составляло 226 человек.
По данным 1966 и 1973 годов деревня Кукуй также входила в состав Кукуйского сельсовета и являлась его административным центром.
По данным 1990 года деревня Кукуй являлась административным центром Кукуйского сельсовета, в который входили 9 населённых пунктов общей численностью населения 590 человек. В самой деревне проживали 185 человек.
В 1997 году в деревне Кукуй Кукуйской волости проживал 131 человек, в 2002 году — 118 (русские — 99 %).
В 2007 году в деревне Кукуй Будогощского ГП проживали 134 человека, в 2010 году — 110.

## География
Деревня расположена в юго-восточной части района на автодороге 41А-009 (Лодейное Поле — Тихвин — Чудово).
Расстояние до административного центра поселения — 12 км. Расстояние до районного центра — 46 км.
К востоку от деревни проходит железнодорожная линия Будогощь — Тихвин. Расстояние до ближайшей железнодорожной станции Будогощь — 12 км.
Деревня находится на правых берегах рек Пчёвжи и Пожупинки.

## Демография
| 1885 | 1910 | 1939 | 1965 | 1990 | 1997 | 2002 |
| ---- | ---- | ---- | ---- | ---- | ---- | ---- |
| 230  | ↗403 | ↗518 | ↘226 | ↘185 | ↘131 | ↘118 |
| 2007 | 2010 | 2017 |      |      |      |      |
| ↗134 | ↘110 | ↗132 |      |      |      |      |

### Национальный состав
Согласно данным Всероссийской переписи населения 2021 года в деревне проживали 69 человек, все русские.

## Улицы
Октябрьская, Песочная, Речная, Хотица.